# 華爾瑟·弗萊明

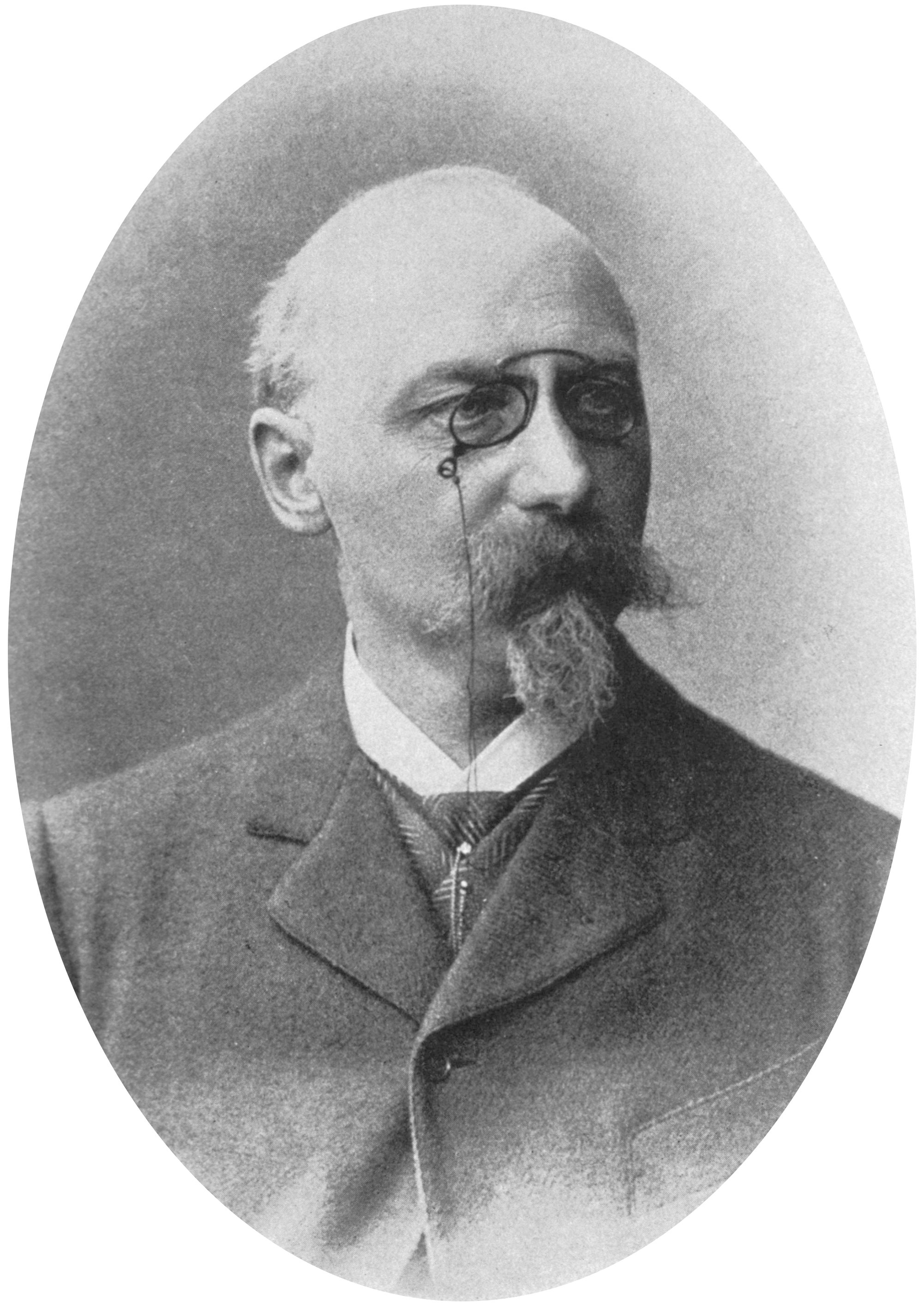
華爾瑟·弗萊明

華爾瑟·弗萊明（Walther Flemming，1843年4月21日—1905年8月4日）是一為德國生物學家，為細胞遺傳學的創建者，是早期對細胞分裂過程作出觀察與研究的科學家，他將許多研究結果發表在1882年的著作《細胞基質、細胞核以及細胞分裂》 （Zellsubstanz, Kern und Zelltheilung）當中。依據研究成果，弗萊明作出一項推測，他認為所有細胞核都是來自其他的細胞核，拉丁文稱作「omnis nucleus e nucleo」，這是對應於魯道夫·菲爾紹對細胞所作出的相同推斷「omnis cellula e cellula」。

## 生平
1843年，弗萊明出生於德國北部梅克倫堡 (Mecklenburg) 的Sachsenberg，中學畢業後曾於哥廷根、蒂賓根和柏林等地就讀大學，後於羅斯托克大學攻讀醫學並於當地實習。普法戰爭期間曾隨軍擔任醫生，1873年至1876年間於布拉格大學擔任教師，1876年起擔任基爾大學教授並從事研究工作，1905年逝世於基爾。

## 外部連結
- Walther Flemming Biography. Lasker Labs
- Zellsubstanz, Kern und Zelltheilung （页面存档备份，存于）. Original text of the book, as PDF (In German).
- Walter Flemming Medaille. In PDF, in German.